# Liste des personnages de Tokyo Mew Mew

Cet article recense tous les personnages de l'anime, des jeux vidéo et du manga japonais Tokyo Mew Mew. Les noms et prénoms japonais des personnages sont pour la plupart des noms d'aliments, ayant la couleur représentative du personnage nommé.

## Mew Mew
Ichigo Momomiya (桃宮 いちご, Momomiya Ichigo)
Note : Ichigo signifie fraise. Momo signifie la couleur rose ou pêche et Miya, lieu saint.
Ichigo Momomiya, l'héroïne du manga, est la première Mew Mew à être découverte. Son ADN a fusionné avec celui du chat d'Iriomote. C'est une adolescente vive et enjouée, qui se fait plus d'amis que d'ennemis (et même ses ennemis ne la détestent pas tant que ça). Pour elle, ses amis comptent beaucoup et rien ne vaut le travail d'équipe. Plus important, elle est très amoureuse de Masaya Aoyama, le garçon le plus beau de l'école, et devient facilement embarrassée face à lui.
Elle s'efforce constamment de concilier sa vie de super-héroïne avec sa vie de collégienne, mais rien n'est plus difficile. Non seulement elle doit guider les Mew Mew et sauver le monde des aliens, mais en plus elle doit réprimer ses petites tendances félines : quand elle est nerveuse, des oreilles et une queue de chat jaillissent, ce qui n'est guère pratique car elle est toujours nerveuse avec Aoyama. Mais au fil du temps, d'autres garçons vont conquérir son cœur, ce qui fait pas mal de problèmes en vue. De plus, elle a un appétit insatiable pour le poisson, atterrit constamment sur ses pieds et ne peut s'empêcher de poursuivre les papillons lorsqu'elle en voit. Ichigo a 12 ans et ses parents se nomment Shintaro et Sakura Momomiya.
Lorsqu'elle se transforme en Mew Mew, ses cheveux et ses yeux deviennent roses, alors que normalement ses cheveux sont rouges et ses yeux bruns (uniquement dans l'animé). Ses oreilles et sa queue de chat sont noires. Sa marque de Mew Mew est sur sa cuisse droite.
Son arme est une cloche en forme de cœur appelée Clochette Fraise (Strawberry Bell). Son attaque se nomme Ruban, Carreau de Fraise (Ribbon, Strawberry Check).
Dans Mew Mew Power (version 4Kids), elle se nomme Zoey Hanson et elle a 16 ans. Son arme se nomme Cloche de Lumière (Strawberry Bell) et son attaque se nomme Cloche de Lumière, Pleine Puissance (Strawberry Bell, Full Power).
Minto Aizawa (藍沢 みんと, Aizawa Minto)
Note : Minto est la prononciation japonaise de Mint (menthe, en Anglais). En Japonais, Ai signifie indigo ou amour et Zawa, marécage.
Minto Aizawa est la seconde Mew Mew découverte. Elle a fusionné avec un oiseau, le lori bleu de Tahiti. Sa couleur est le turquoise. Minto a 11 ans. C'est une enfant issue d'une famille riche. Elle se prend souvent la tête avec Ichigo car elle boit du thé et donne des ordres au lieu de travailler au Café Mew Mew. Cela dit, malgré ses grands airs, elle tient beaucoup à ses amies. Elle a un frère aîné nommé Seiji mais ne le voit que rarement, ainsi que ses parents qui sont toujours occupés. Minto adore la danse. C'est une excellente ballerine. Elle a aussi un chien nommé Mikki.
Minto vout une véritable admiration pour Zakuro Fujiwara et se considère comme sa plus grande fan. Elle la surnomme "grande sœur".
Quand elle se transforme en Mew Mew, des petites ailes et une queue lui poussent, ses cheveux et ses yeux deviennent d'un bleu plus lumineux. En civil, ses yeux sont marron et ses cheveux noirs. Sa marque de Mew Mew est dans son dos, là où poussent ses ailes.
Son arme est la Fléchette Menthe (Mintone Arrow) et son attaque est Ruban, Écho de Menthe (Ribbon, Minto Echo).
Dans Mew Mew Power (version 4Kids), elle se nomme Corina Dujardin de Montéclair (Corina Bucksworth) et elle a 12 ans. Son arme se nomme l'arc de cœur (Heart Arrow). Dans la vf de l'animé, son attaque est Fléche d'Argent.
Retasu Midorikawa (碧川 れたす, Midorikawa Retasu)
Note : Retasu, Letasu, qui peut aussi s'écrire Lettuce : signifie laitue en Anglais et Japonais. Midorikawa veut dire la rivière verte, avec Midori pour vert et Kawa pour la rivière.
Retasu Midorikawa (ou Létasu Midorigawa dans la 1ére traduction du manga) est la 3e Mew Mew, possède l'ADN d'un marsouin aptère. Elle a 14 ans. C'est une adolescente très timide et sensible, qui hésite toujours à faire le premier pas et qui n'arrête pas de s'excuser, même lorsqu'elle n'est pas en tort. Elle est aussi d'une maladresse incroyable et a brisé plusieurs dizaines d'assiettes au Café Mew Mew. Elle manquait singulièrement de confiance en elle avant de rencontrer les Mew Mew. Avoir de vraies amies lui a permis de s'affirmer, bien qu'elle ne soit encore pas très sûre d'elle. Elle a le béguin pour Elliot mais ce n'est pas réciproque, il se montre cependant bien plus gentil envers elle. Elle tente également quelques fois de raisonner Sardon, le plus fort des Cyniclons.
Sa couleur est le vert. Lorsqu'elle se transforme en Mew Mew, ses cheveux et ses yeux sont d'un vert très lumineux et ses lunettes disparaissent. Normalement, ses cheveux sont vert foncé, elle a les yeux bleus et porte des lunettes. Sa marque de Mew Mew est au-dessus de sa poitrine. :Ses armes sont les Cœurs de Laitue (Retasu Tanets) et son attaque est Ruban, Flots de Laitue (Ribbon, Retasu Rush).
Dans Mew Mew Power (la version de 4Kids), elle se nomme Bridget Verdant et a 15 ans. Ses armes sont les "castagnettes de combat" (combat castanets) et ses attaques sont "attaques lames de fonds" (Tidalwalve attack) et "attaques des grandes profondeurs" (deep sea surge attack).
Pudding Fong/Bu-Ling Hwang
Note : se prononce Purin. En Japonais comme en Anglais, cela signifie flan. Hong (ou Huang), en Japonais comme en Chinois, signifie jaune.
Pudding Fong, la 4e Mew Mew, est une fillette malicieuse et débordante d'énergie qui a fusionné avec l'ADN d'un singe, le tamarin lion à tête dorée ! Elle est sans cesse agitée et tente les acrobaties les plus folles (à cause de cela, elle casse beaucoup d'assiettes au Café Mew Mew). Rieuse et enjouée, elle est aussi la plus jeune des Mew Mew.
Pudding est d'origine chinoise. Sa mère est morte des suites d'une longue maladie et son père, maître d'arts martiaux, n'est jamais chez lui. Pudding a 9 ans, son père se nomme Taren Fong et elle possède un petit singe du nom d'Anning. Elle doit donc s'occuper toute seule de ses quatre petits frères et de sa petite sœur. Elle fait preuve de beaucoup de zèle et elle est prête à tous les sacrifices pour aider ceux qu'elle aime. Elle veut devenir l'amie de Tart qu'elle surnomme souvent Tartare.
La couleur de Pudding est le jaune. Lorsqu'elle se transforme, elle possède une queue et des oreilles de singe rouges. Ses mains se couvrent également de fourrure. Sa marque de Mew Mew est sur son front.
Son arme est l' Anneau Doublouline (Puring Ring) et son attaque est "Ruban, Anneau Doublouline Infernal" (Ribbon, Puring Ring Inferno).
Dans Mew Mew Power (version de 4Kids), elle se nomme Kikki Benjamin et elle a 10 ans. Son père disparaît du scénario. Son arme est le "Tambourin d'Or" (Golden Tambourin) et ses attaques sont "Sillon du Tambourin" (Tambourine Trench) et "Attaque Pâte de Fruits" (Goody Gum Drops).
Zakuro Fujiwara (藤原 ざくろ, Fujiwara Zakuro)
Note : Zakuro signifie grenade ou grenadine.  Kuro signifie aussi noir en Japonais. Fujiwara veut dire plaine de glycines ou champ de glycines, avec Fuji ou Fujiki pour la glycine et Wara, pour la plaine ou le champ.
Zakuro Fujiwara est l'aînée des Mew Mew. Elle a 17 ans et a fusionné avec l'ADN d'un loup gris. C'est une chanteuse, actrice et mannequin très célèbre. Elle a voyagé partout à travers le monde et parle couramment plusieurs langues étrangères. Face aux fans, elle affiche une personnalité chaleureuse et sympathique mais en réalité, c'est une jeune fille très solitaire, renfermée sur elle-même et assez froide avec son entourage. Elle fait preuve de beaucoup de sagesse et d'intelligence, mais ne montre jamais aux autres d'affection directe.
Sa couleur est le violet. Lorsqu'elle se transforme en Mew Mew, ses cheveux deviennent d'un violet plus brillant, des oreilles et une queue de loup lui poussent. Elle porte sa marque de Mew Mew près du nombril.
Son arme est le Zakuross pure ou Grenadine pure (Zacross whip) et son attaque est Ruban, Zakuross Pure, Ruban, Grenade Pure ou Ruban, Grenadine Pure (Ribbon, Zacross Pure).
Dans Mew Mew Power, elle se nomme Renée Roberts (Estelle Renée Roberts en vf) et a 18 ans. Son arme est le Fouet du destin (Purple Dagger). Dans la version française de l'animé, son attaque est "coup de fouet tranchant".

## Investigateurs du projet Mew Mew
Ryo Shirogane (白金 稜, Shirogane Ryō)
Note : Ryo signifie cool, rafraîchissant, distant ou réalité. Shirogane veut dire métal blanc.
Ryo Shirogane est l'un des deux créateurs du projet Mew Mew. Il a 16 ans et il connait l'existence des chiméranimaux grâce aux travaux de son père, qui les étudiait. Ses parents ont été tués par l'un d'eux et depuis il a poursuivi leurs recherches avec Keiichiro. Il voulait au début tester le projet Mew Mew sur des animaux, mais un tremblement de terre imprévu a dévié son tir et à la place, il a visé les cinq filles qui forment à présent les Mew Mew.
Ryo est un jeune homme assez cynique et sarcastique, en particulier avec Ichigo qu'il s'amuse souvent à mettre en colère mais il a un très bon fond.
Dans Mew Mew Power (version de 4Kids), il se nomme Elliot Grant et il a 17 ans.
Alto, le chat gris au bandana vert, est en fait Ryo qui s'est inplanter l'ADN d'un chat pour tester toutes ses expériences et pour ne pas mettre en danger les 5 filles. Mais, comme son corps n'était pas apte à recevoir ce gène, il s'est transformé en chat et ne peut le rester plus de 10 minutes, sinon ça serait définitif. Dans la vf de l'animé, il se nomme Alex.
Il est également le créateur de R-2000 surnommé Masha et de R-2003 surnommé Usha.
Keiichiro Akasaka (赤坂 圭一郎, Akasaka Keiichiro)
Note : Keiichiro signifie réjouir, se sentir brillant et fort. Akasaka se traduit par pente rouge.
Keiichiro Akasaka, le partenaire de Ryo, est l'un des deux hommes à l'origine du projet Mew Mew. Ila 21 ans et il était l'assistant du père de Ryo et connaissait bien ses travaux. Il a continué ses recherches avec Ryo. Quand les Mew Mew ont été choisies, il leur a offert à chacune un emploi de serveuse au Café Mew Mew, la base de leurs opérations. Là-bas, c'est lui le pâtissier.
Keiichiro est un vrai gentleman, le symbole de la gentillesse et de la courtoisie. Il a d'excellentes manières et plait beaucoup aux filles. Il n'hésite jamais à prodiguer aide, conseils et encouragements aux Mew Mew. Il est très intelligent et possède beaucoup de créativité.
Dans Mew Mew Power (version de 4Kids), il se nomme Wesley J. Coolridge III et a 17 ans.

## Amis
Masaya Aoyama
Note : Masaya signifie raffiné, élégant ou joyeux. Aoyama veut dire montagne bleue.
Il s'agit du garçon adulé par Ichigo, ainsi que par presque toutes les filles de son collège. Aoyama a 14 ans et il pratique le Kendo et est surtout reconnu par les autres, pour son extrême gentillesse et de par son infinie serviabilité.
Dans Mew Mew Power (la version de 4Kids), il se nomme Mark et a 16 ans. Dans la vf de l'animé, il se nomme Mark Gautier ou Bottino.
Le Chevalier Bleu ou Chevalier d'Azur (Ao no Kishi)
C'est un étrange chevalier extraterrestre en manteau bleu et aux cheveux blonds qui apparaît a chaque fois qu'Ichigo est en danger. Il surgit de nulle part pour la sauver et disparaît ensuite.
Masha
Masha_(Tokyo_Mew_Mew) ou R-2000, est un minuscule robot, plutôt mignon, créé par Ryo. Il est doté de capteurs sensoriels qui lui permettent de détecter la présence des chiméranimaux et il les mange aussitôt vaincus. C'est un peu la mascotte de Tokyo Mew Mew et la seule chose qu'il sait dire c'est "pirli".
Dans Mew Mew Power (la version de 4Kids), il est surnommé Mini-Mew.
Miwa Honjo et Moe Yanagida
Il s'agit des deux meilleures amies d'Ichigo. Miwa a des cheveux courts châtain foncé et les yeux noirs, tandis que Moe a des cheveux blonds mi-longs et les yeux ambrés. Elles sont amoureuses de Ryo et Keiichiro et soutiennent grandement Ichigo dans sa relation avec Aoyama.
Dans Mew Mew Power, elles se nomment Mimi et Meghan (Charlotte en vf).

## Ennemis des Mew Mews
Quiche
Note : Kisshu ou Quiche, signifie quiche en Français, Anglais et Japonais. L'orthographe Kisshu comporte aussi Kiss pour un baiser, ou embrasser en Anglais.
Quiche est un des aliens. Il a 15 ans et il obéit aux ordres de Deep Blue ou le Grand Bleu pour anéantir la Terre et ses habitants. Il a promis à son peuple de leur ramener la planète bleue qui fut la leur dans des temps anciens. Mais une petite exception lui en empêche : Ichigo. Son affection pour Zoey le poussera même à s'opposer au Seigneur Bleu, qui le blesserra mortellement. Il sera cependant guéri par l'eau bleu et partira avec ses 2 compagnons en direction d'une planète habitable pour leur peuple.
Dans Mew Mew Power (la version de 4Kids), il se nomme Dren et a 16 ans. Le groupe auquel il appartient se nomme les Cyniclons.
Pai
Note : Pai ou Pie, signifie tourte ou tarte en Anglais et Japonais.
Pai est l'aîné des disciples de Deep Blue. Il a 18 ans. Il a été envoyé pour prêter main-forte à Quiche. C'est le plus sage et le plus scientifique des trois aliens. Il est totalement dévoué à Deep Blue et il lui obéit aveuglément. Il aime à former des stratégies bien construites. Ne comprenant que trop tard les actions de Tard et les tentatives bienveillantes de Bridget, il se sacrifiera pour protéger les Mew Mew d'une explosion d'énergie. Il sera cependant guéri par l'eau bleu et partira avec ses 2 compagnons en direction d'une planète habitable pour leur peuple.
Dans Mew Mew Power (la version de 4Kids), il s'appelle Sardon. Le groupe auquel il appartient se nomme les Cyniclons.
Tart
Note : Taruto, Tart ou Tarte, signifie tarte en Français, Anglais et Japonais.
Tart est le plus jeune des aliens, il a 9 ans. Il est totalement immature et pas vraiment redoutable. Il déteste être ignoré, être traité de minus et aime taper sur les nerfs de tout le monde. Il est capable de manipuler les plantes. De par son jeune âge, il se retrouve souvent confronté à Kikki, avec laquelle ils se diputent ou chamaillent souvent. Une relation amicale va finlement se mettre en place ce qui conduira au sacrifice de Tarb qui se battra face à Sardon.  Il sera cependant guéri par l'eau bleu et partira avec ses 2 compagnons en direction d'une planète habitable pour leur peuple.
Dans Mew Mew Power (la version de 4Kids), il s'appelle Tarb. Le groupe auquel il appartient se nomme les Cyniclons.
Deep Blue ou le Grand Bleu
Deep Blue est le chef des extraterrestres. C'est un personnage très mystérieux dont on ne distingue que la forme. On sait uniquement que son but ultime est de gouverner la Terre. Il a promis aux aliens de leur permettre de vivre sur la planète une fois qu'ils l'auraient conquise. Dans la vf de l'animé, il se nomme le Seigneur Bleu.

## Personnages du jeu-vidéo Tokyo Mew Mew (Playstation)
Ringo Akai
Note : Ring signifie anneau en Anglais, Ringo pomme, Rin clochette et Aka rouge en Japonais.
Cette fillette de 10 ans, raffolant de pommes et de bonbons en tout genre, n'est autre que la 6e Mew Mew, spécialement conçue pour le jeu vidéo Tokyo Mew Mew, sorti sur Playstation.
Elle vit seule avec son frère Mashio (un garde forestier, ressemblant à Aoyama) sur une île forestière préservée depuis la mort de sa mère et n'avait aucun ami avant sa rencontre avec les autres Mew Mew, si ce n'est sa Yuki, son manchot de Humboldt, femelle.
À la suite d'une attaque de prédasites, son manchot se retrouvera infiltré par l'un d'entre eux et se transformera en un chiméranimal surpuissant.
Détentrice d'un cristal d'eau bleue sans le savoir (via un collier, qu'elle a hérité de sa mère), celui-ci lui permettra de se transformer afin de lui venir en aide.
Sa couleur est le rouge, ses armes sont les Bâtonnets de Pomme et son attaque peut être traduite par Ruban, Pop de la Pomme (qui ne pourrait fonctionner, sans le soutien des autres Mew Mew).
Contrairement aux autres Mew Mew, elle ne possède pas de caractéristique animal de son gène infiltré (le manchot de Humboldt), puisqu'elle fusionne et se sépare de Yuki, à chaque fois qu'elle se métamorphose. Elle pourrait également communiquer avec toutes sortes d'animaux (même les parasités) grâce à son cristal.
Elle a des cheveux orange courts, des yeux marron/rouge et tout comme Berry, on ne sait pas où se trouve sa marque Mew Mew (si toutefois elle en a bien une).
Ses éléments sont l'esprit et la coordination.
Note : Elle est exceptionnellement apparue à la fin du tome 6 de Tokyo Mew Mew, ainsi que dans le chapitre spécial Petites Mew Mew du tome 2 de Tokyo Mew Mew à la Mode, en tant que 7e Mew Mew, aux côtés de Berry (qu'elle n'est, normalement, pas censée connaître).
La rumeur court également sur le net, qu'elle serait la cousine d'Ichigo, à cause de sa ressemblance avec elle et qu'elle surnomme ironiquement "Onee-chan". Mais il n'en est rien, en réalité, elle ne le fait que par respect pour elle.
Yuki
Note : Yuki ou Yuuki, signifie à la fois neige, douce princesse et courage en Japonais.
Il s'agit du manchot de Humboldt et de la meilleure amie de Ringo, avec qui elle peut communiquer en permanence grâce à son cristal d'eau bleue. Au cours d'une attaque, orchestrée par Gâteau du Roi, elle sera infiltrée par un prédasite et se transformera en un chiméranimal surpuissant.
Mashio Akai
C'est le grand-frère et tuteur de Ringo. On ne sait pas grand chose à son sujet, si ce n'est qu'il est garde forestier et qu'il ressemble à Aoyama.
Gâteau du Roi
Il s'agit d'un alien, spécialement conçu pour être l'antagoniste principal du jeu vidéo Tokyo Mew Mew, sorti sur Playstation.
Il est assez efféminé, a les yeux dorés, de longs cheveux verts, porte des lunettes carrées et semble avoir une passion pour les vêtements aristocratiques.
Aidé de Quiche (dans un premier temps), il projettera d'infiltrer tous les animaux vivant sur l'île de Ringo et tentera même de kidnapper cette dernière afin de s'emparer de son Mew Aqua Crystal.
Vaincu par les Mew Mew, il mourra, à l'instar de toutes ses créations.

## Personnages de Tokyo Mew Mew à la Mode
Berry Shirayuki
Note : Berry signifie baie en Anglais, en Japonais Shira blanc et Yuki neige, douce princesse et courage. Son nom de famille, Shirayuki, est également la traduction Japonaise du prénom de Blanche-Neige.
Berry Shirayuki est la 6e Mew Mew, officielle, qui rejoint l'équipe des Mew Mew dans Tokyo Mew Mew à la Mode (dont elle est l'héroïne), la suite de Tokyo Mew Mew, où elle est d'ailleurs apparue dans le dernier tome, en tant que simple cliente.
Elle a 12 ans, possède de longs cheveux blonds, ainsi que les yeux marron/rouge.
Berry a perdu sa mère étant jeune et, de ce fait, Tasuku, son ami d'enfance, venait très souvent la réconforter lorsqu'elle était petite (d'où son habitude à la prendre dans ses bras, dès qu'il en a l'occasion). Par la suite, son père, souvent absent, se remaria avec une autre femme, avec qui elle s'entend pour le mieux.
Elle est amoureuse de Tasuku (amour réciproque), mais ne s'en rendra compte et ne lui avouera, qu'à la fin du tome deux de Tokyo Mew Mew à la Mode.
Après avoir été sauvée d'une chute dans un escalier par Ryo, elle suivra celui-ci jusqu'au Café Mew Mew où elle sera accidentellement infiltrée par deux animaux en voie d'extinction, qui sont le lapin blanc des îles Amami et le chat des Andes. Par précaution, Ryo ordonnera discrètement à R-2003, une toute nouvelle version de Masha/R-2000 (qu'elle rebaptisera Usha), de veiller sur elle.
En raison de la baisse de puissance et au départ de Ichigo - partie temporairement rejoindre Aoyama en Angleterre - et de par son double gène, elle sera nommée d'office par Ryo, comme étant la Nouvelle Chef des Mew Mew, mais elle ne s'en sentira pas digne et refusera de devenir l'une d'entre elles dans un premier temps. Ce qui n'empêchera pas ses nouvelles congénères d'intégrer son propre collège, pour tenter de la convaincre de les rejoindre.
Contrairement aux autres Mew Mew, elle ne possède pas d'arme propre à elle seule, mais est néanmoins capable de transformer Usha en sceptre magique (et est de ce fait impuissante, sans son aide). Ses attaques se nomment Ruban, Carreau de LoveBerry, cependant, il semblerait que son réel avantage, soit d'influencer sur l'émotion d'autrui et/ou de les amplifier, au travers le pouvoir de l'amour.
Lorsqu'elle se transforme, elle est dotée d'une paire d'oreilles de lapin blanches, d'une queue de chat et est capable (comme dans la vie de tous les jours) de sauter très haut et de percevoir toutes sortes de bruits, même les plus inaudibles.
Sa couleur est le blanc, toutefois son uniforme au Café Mew Mew est rose.
Berry sait parler Français, car son grand-père, vivant à Nice et originaire de notre beau pays, le lui aurait appris. Elle est également capable d'avaler plus d'une dizaine de gâteaux d'un seul coup, semble raffoler des carottes (surtout en jus), depuis sa transformation en Mew Mew et aime plus que tout collectionner les vêtements extravagants (et a de ce fait choisi son collège par rapport à l'uniforme de celui-ci).
Ses éléments sont la lumière et l'émotion.
Note : L'emplacement de sa marque Mew Mew ne nous a encore jamais été révélé, mais elle doit très certainement se trouver dans un endroit discret, où Berry elle-même ne peut la voir (auquel cas, elle en aurait probablement parlé à Ryo).
Usha (R-2003)
Il s'agit d'une version plus récente de Masha. Ce dernier a été spécialement conçu, à l'instar de son prédécesseur, afin de détecter tout gène étranger qui s'introduirait dans un corps. Il ressemble à une petite fraise, à oreilles de lapin, volante.
Note : Contrairement à Masha (qui ne savait pas dire grand chose dans la manga Tokyo Mew Mew), celui-ci sait parler couramment le Japonais.
Tasuku Meguro
Note : Tasuku, ou Task, signifie aider/sauver en Japonais ou tâche (dans le sens "tâche à réaliser") en Japonais, comme en Anglais. Meguro signifie les yeux noirs.
Il est l'ami d'enfance de Berry ainsi que son voisin. Il a d'ailleurs sa chambre juste à côté de la sienne et vient tous les matins chez elle, en passant par son balcon, pour venir la saluer.
Il s'agit d'un jeune garçon de douze ans, un peu turbulent, très populaire auprès des filles, qui sait jouer de la guitare et qui aime par-dessus tout les promenades en patins à roulettes.
Il est amoureux de Berry (qu'il aime d'ailleurs prendre régulièrement dans ses bras) et ira même jusqu'à travailler au Café Mew Mew à ses côtés afin de la protéger.
Dans un moment de faiblesse, il sera manipulé par le Duc pour s'en prendre à Berry avant de revenir vers celle-ci, lorsqu'elle lui avouera enfin son amour pour lui.
À la fin de Tokyo Mew Mew à la Mode, lui et Berry fonderont le service de livraison (en rollers) du Café Mew Mew.
Il a des cheveux mi-longs et les yeux noirs.
Les Croisés de la Sainte-Rose
Il s'agit du groupe d'antagonistes de Tokyo Mew Mew à la Mode, formé de cinq orphelins (humains) aux pouvoirs surnaturels. Ayant été persécutés par leurs camarades durant leur enfance, ils essaieront de prendre possession de Tokyo pour la transformer en Shangri-la (c'est-à-dire en paradis sur Terre). Dans cette optique, ils projetteront d'éliminer les Mew Mew qui, inévitablement, finiront par se mettre en travers de leur chemin tôt ou tard, en commençant par leur nouvelle recrue : Berry Shirayuki.
Ce groupe est composé de :
Duc, le chef du groupe, aux pouvoirs bien mystérieux
Royal Highness (Yuzen Akitsuki), hypnotiseur et télékinésiste
Happy Child (Utamaro), qui manie les ondes sonores et pratique la lévitation grâce à un appareil
Blue Bayou, qui possède une force démesurée
Sweet Juliet, qui est capable de changer d'apparence et de voix à sa guise
À la fin du second tome, ému par la force du lien unissant Berry à Tasuku (qui sera manipulé par le Duc, pour s'en prendre à cette dernière, à l'instar d'une bonne partie des habitants de Tokyo, via des messages subliminaux), le Duc abandonnera ses sombres ambitions et lui et ses amis se retireront dans la plus grande discrétion.
Note : Le Duc est en réalité une femme, qui comme Berry, semble avoir de l'influence sur l'émotion d'autrui et a permis à ses compères, de manipuler les chiméranimaux, les engeances des cyniclons, pourtant retournés sur leur planète à la fin de Tokyo Mew Mew.

## Personnages de Tokyo Mew Mew au Lait
Aoi Shibuya
Note : Ao ou Aoi signifie bleu ou bleu-vert. Aoi peut aussi être traduit par l'Alcea rosea, une fleur aussi appelée : l'Alcée rose, primerose, passerose, rose trémière, rose papale ou rose à bâton. Shibuya est le nom d'un quartier de Tokyo.
Âgé de 17 ans et élève au lycée Sakurazaka, Aoi est un jeune garçon adulé par son entourage qui le trouvent cool et mystérieux. En vérité, c'est un élève plutôt moyen et qui n'a aucune confiance en lui, ni aucune motivation particulière dans la vie et qui n'aurait qu'un seul ami du nom de Yamamoto. Au début de l'intrigue il viendra en aide à Anzu : une fille de son lycée, qui essayait elle-même de défendre l'une de ses camarades d'une brute trop insistante. Anzu le remerciera, mais Aoi soutiendra le fait que c'est elle la plus admirable : car elle n'a pas hésité une seconde à intervenir et à se mettre en danger pour aider quelqu'un d'autre, ce qui n'est pas son cas. Anzu n'est pas d'accord, car en tant que ceinture noire de judo et de karaté elle partait plus confiance et qu'il est quand même venu à son secours malgré tout. Ils deviendront amis par la suite...
En retournant à la fête organisée par leur lycée à l'occasion d'Halloween, ils tomberont toutefois nez à nez avec un fantôme en gélatine géant qui terrorise la population. Des gravats tombent vers Anzu, lorsque Aoi se transforme en Mew Mew devant elle pour la secourir in extremis. Il découvre ainsi qu'il a été infiltré par le chat d'Iriomote et que son destin est de protéger la Terre, contre les aliens qui essaient de l'envahir. Peu enthousiaste à cette mission, il essaiera de s'y résigner malgré tout pour le bien de l'Humanité. Son élément est la lumière, qui se manifeste par un coup de griffes lorsqu'il est opposé à ses adversaires et permet de purifier les Chimera Anima. Cependant, il semblerait qu'il puisse aussi communiquer avec le coeur d'autrui...
Peu à peu, Aoi tombe amoureux d'Anzu et il promet de la protéger tel un chat qui veille sur sa maîtresse. Mais d'un naturel anxieux, il a du mal à avouer ses sentiments et devient jaloux des garçons qui l'approchent. Lorsqu'il se retrouve dans une situation embarrassante à l'instar d'Ichigo dans le Tokyo Mew Mew originel, des oreilles de chat poussent sur sa tête et une queue dans le bas du dos.
Anzu Hinata
Note : Anzu signifie abricot en japonais. Hina veut dire petit(e) et Hinata, le lieu ensoleillé ou vers le soleil.
Âgée de 16 ans et élève au lycée Sakurazaka à l'instar d'Aoi, Anzu est une adolescente pleine de vie et qui a pratiqué plusieurs sports de combat pendant son enfance. Elle est très intuitive et passionnée par les espèces en voie de disparition (en particulier le chat sauvage d'Iriomote), qu'elle cherche à protéger à l'instar de sa tante. En revanche, elle ne s'intéresse pas aux garçons qui l'entourent et est plutôt tête en l'air.
Au début de l'intrigue, elle vient en aide à l'une de ses camarades embêtée par une brute. La jeune fille réussit à s'enfuir, mais le malfrat retient Anzu avec un regard étrange. Un mystérieux inconnu intervient alors pour la secourir, dont le visage est masqué par une citrouille d'Halloween. Une fois hors de danger, ce justicier se révèle être Aoi Shibuya, le garçon le plus adulé par les filles du lycée. Cependant, celui-ci s'avère épuisé par la course-poursuite et est lui-même effrayé par ce qu'il vient de faire. Il prétend n'avoir rien de cool contrairement à ce que pensent les autres élèves, ce que contredit Anzu puisqu'il l'a sauvé. En retournant à la fête, ils se retrouveront confrontés à un fantôme en gélatine géant qui fait tomber des gravats vers Anzu. Aoi, infiltré par le chat sauvage d'Iriomote, se transformera en Mew Mew devant elle pour l'aider une seconde fois...
Pour une raison inconnue : Anzu aurait une certaine importance pour les antagonistes de l'histoire en plus d'être la nièce de Natsume, investigatrice de ce nouveau Projet Mew Mew. Elle est aussi très utile aux Mew Mew car grâce à ses connaissances sur les espèces en voie de disparition, elle arrive facilement à prédire quelle espèce a été infiltrée pour devenir un Chimera Anima et à déceler quelles sont ses spécificités et ses faiblesses.
Natsume Hinata
Note : Natsu signifie été. Natsume se traduit par œil, jujubier ou germer.
Natsume est à la fois la tante maternelle et la tutrice au doux sourire d'Anzu, mais aussi une scientifique liée au Projet Mew Mew. En apparence, elle est douce et gentille avec son entourage. Mais c'est elle qui a inscrit Anzu aux sports de combat lorsqu'elle était plus jeune, dans l'espoir qu'elle puisse aider les Mew Mew si besoin...
Elle est assez mystérieuse et possède un laboratoire qu'elle a mis à disposition des Mew Mew, en guise de base.
Natsume est devenue la tutrice d'Anzu à la suite de la mort de sa sœur et de son mari, décédés dans un accident de la circulation. Sa nièce l'a toutefois toujours considéré telle une grande-sœur et l'appelle Natsume-nee.
Shizuka Yoyogi
Note : Shizuka signifie calme et paisible. Shizu ancêtre ou fondateur. Yoyogi est le nom d'un quartier de Tokyo.
Shizuka est la seconde Mew Mew dévoilée dans Tokyo Mew Mew au Lait. Âgé de 17 ans et élève au lycée privé Kaikoma réservé à l'élite du Japon, c'est un jeune homme très perfectionniste, intelligent, mais un peu prétentieux. Il a un côté leadership naturel même s'il préfère reléguer cette tâche à Aoi autant que possible, l'aidant inconsciemment à prendre confiance en lui. Demeurant assez mystérieux : on sait à son sujet qu'il aime taquiner Aoi, qu'il appelle "Neko-chan" ("Chaton" ou "Kitty-chan"), bat des records à la natation et que ses yeux et ses cheveux seraient naturellement roses. Il développera plus tard des sentiments ambigus à l'égard d'Aoi et Anzu...
Shizuka est infiltré par le dauphin rose de l'Amazone et il aurait révélé ses pouvoirs le même jour qu'Aoi, lors de l'attaque du fantôme en gélatine géant. Cependant contrairement à lui, il a rapidement compris qu'ils étaient devenus des justiciers et a décidé d'assumer son rôle de Mew Mew jusqu'au bout. Une fois transformé : Shizuka peut contrôler l'eau, qu'il utilise parfois comme un revolver ou des lames. Il a aussi de légères tendances maniaques et sadiques, psychopathes.
Ryusei Kanda
Note : Ryusei signifie compétition, pureté du dragon, dragon saint ou étoile/astre du Dragon. Kanda est le nom d'un quartier de Tokyo.
Ryusei est la troisième Mew Mew dévoilée dans Tokyo Mew Mew au Lait, mais il est aussi le plus sociable. Âgé de 17 ans et élève dans un lycée de quartier non-nommé, c'est un jeune acrobate qui vit chez ses grands-parents et qui est très populaire parmi son voisinage. Il a aussi une amie enfance tsundere et possessive, appelée Tatsuko. Ryusei est devenu une Mew Mew un peu par hasard lors d'une attaque de Chimera Anima, car Anzu a comparé son odorat développé à celui du dragon du Komodo (qu'il confond avec le mot "Kodomo" pour enfant) : un animal qu'elle était en train de découvrir et qu'elle considère comme son préféré avec le chat d'Iriomote. Ryusei combine sa force colossale et son agilité à son élément, le feu, pour se défendre.
Lorsqu'il se transforme, il arbore le kanji pour Dragon dans son dos et l'a brodé aussi sur sa veste. Il attribut également aux Mew Mew une odeur d'animaux rares, excepté pour Ayato qui sentirait le yakitori. Il arrive d'ailleurs que ses yeux et sa langue se changent en ceux d'un reptile. À l'instar d'Aoi et Shizuka, il développera peu à peu des sentiments amoureux à l'égard d'Anzu et un fort désir de la protéger...
Ayato Roppongi
Note : Ayato signifie Arts, personne et couleur hivernale en japonais. Le prénom Ayat, ou Ayato, se traduit aussi par Dieu en arabe. Une autre orthographe possible est Hayato, ou Hayat, qui signifie faucon et la vie. Roppongi est le nom d'un quartier de Tokyo.
Ayato est la quatrième Mew Mew révélée dans Tokyo Mew Mew au Lait. Âgé de 19 ans, il est plutôt sérieux en apparence et travaille en tant qu'acteur dans une célèbre troupe de théâtre qui produit aussi des comédies musicales. C'est un véritable narcissique qui se révèle néanmoins passionné par les personnes qu'il trouve mignonnes, filles comme garçons. Ayato affectionne aussi la mode et son public, qu'il surnomme "ses chéris" et s'est engagé à les protéger. Néanmoins il est plutôt décalé et vit un peu dans son monde, il est aussi le seul à ne pas développer de sentiments prononcés vis-à-vis d'Anzu. Etrangement, il se balade toujours avec des fleurs sur lui et arrive toujours au bon moment pour aider ses coéquipiers lors d'une attaque...
Il est infiltré par le lori à joues bleues (aussi appelé le lori rouge et bleu en anglais). Son élément est l'air : utilisé pour générer des typhons de plumes, de fleurs et d'odeurs étourdissantes au combat. Plus tard, il se montrera également capable de changer de costume...
Taichi Hiroo
Note : Taichi signifie unique, grand et épais. Tai-Chi ou Tai-Chi-Chuan est aussi le nom d'un art martial chinois, proche de la gymnastique. Hiroo est le nom d'un quartier de Tokyo. Phonétiquement : Ai signifie amour ou indigo et Hai signifie cendré. En combinant son nom et prénom : on peut aussi obtenir Chairo pour marron, Shiro pour blanc.
Dernière Mew Mew introduite dans Tokyo Mew Mew au Lait. Âgé de 14 ans, il est en seconde année au collège Kasumimachi (correspondant chez nous à la quatrième). Timide et naïf : il est persécuté par ses camarades depuis l'enfance qu'il considère malgré tout comme ses amis, dont un certain Ryou qui était en compétition avec lui dans son club d'athlétisme. Taichi a rencontré Aoi et Anzu en percutant celle-ci de plein fouet. Après s'être excusé, ils ont ressenti chez lui l'aura de la cinquième Mew Mew et ont fait connaissance. Mais Chai qui l'a aussi repéré, le manipulera à son profit. Plus tard, à l'instar des autres Mew Mew, il sera attiré par Anzu qu'il considérera comme une grande-soeur, mais développera aussi d'autres sentiments à son égard dus à son côté sombre...
Son gène infiltré est le léopard de l'Amour qui lui permet de se déplacer plus rapidement, même s'il aurait toujours été rapide à la course, de devenir plus fort et changer ses pupilles. Il est ainsi lié à la terre.
Mocha, Latté et Chai
Note : Ces personnages sont nommés selon des cafés réputés. Leurs noms complets sont Mocha de l'Aube Ecarlate, Latté de l'Azur Etendu et Chai des Ténèbres Crépusculaires.
Apparus à la fin du chapitre 4 de Tokyo Mew Mew au Lait : il s'agit de trois aliens à l'apparence humaine et dont la mission serait d'enlever Anzu, avant d'éradiquer l'espèce Humaine qu'ils considèrent comme l'ennemie de la Terre. 
Surnommés les Wisemen ou les Wisemen de l'Au-Delà : ils sont aux ordres d'un dénommé Dark Blue, possèdent leur propre compagnie botanique sur Terre appelée la "Dark Blue Corporation" et observent la Terre depuis un vaisseau spatial. Ils seraient également une sorte d'"élus" qui auraient reçu la mission de sauver leur peuple, qui a autrefois dû quitter la Terre pour s'installer sur une autre planète plus hostile pour survivre...
Il est révélé plus tard que le second objectif des Wisemen est nul autre que de faire d'Anzu une nouvelle "Mère nature", c'est-à-dire celle qui mettra au monde les enfants de ces "élus" choisis par Dark Blue. Ils se sont ainsi mis au défi de savoir qui d'entre eux la capturera en premier. Mocha, ravi de la prendre pour épouse, semble toutefois la considérer comme un jouet, tandis que Latté développera de réels sentiments amoureux son égard et de la jalousie pour Aoi. Les sentiments de Chai pour Anzu sont inconnus, qui semble plus intéressé par le côté sombre de Taichi.
Tout comme les aliens du manga d'origine et les Croisés de la Sainte-Rose de Tokyo Mew Mew à la Mode, les Wisemen peuvent contrôler les Chimera Anima, les plantes et sont des experts en poisons. Ils semblent également posséder d'autres pouvoirs tels que se téléporter, envoyer des boules d'énergie à leurs adversaires ou les piéger dans un espace spécifique, mais ils n'auraient pas d'armes à l'instar des Mew Mew. Chai semble être en mesure de manipuler les émotions des personnes vulnérables et il dégagerait une odeur de radis mariné, d'après Ryusei...
Dark Blue
Mystérieux personnage qui serait le chef des Wisemen. Nous savons encore peu à son sujet, si ce n'est qu'il a ordonné la capture d'Anzu et l'annihilation des êtres humains pour sauver la Terre. Il aurait pour cela confié leurs pouvoirs et son savoir à Mocha, Latté et Chai, afin de les aider à sauver leur peuple de l'extinction.
À l'instar de Deep Blue dans le Tokyo Mew Mew originel, sa véritable identité est dissimulée...

## Distribution
| Nom du personnage | Version originale | Nom du personnage             | Version française  |
| ----------------- | ----------------- | ----------------------------- | ------------------ |
| Ichigo Momomiya   | Saki Nakajima     | Zoey Hanson                   | Sophie Landresse   |
| Minto Aizawa      | Yumi Kakazu       | Corina Dujardin De Montéclair | Nathalie Hugo      |
| Letasu Midorikawa | Kumi Sakuma       | Bridget Verdant               | Géraldine Frippiat |
| Pudding Hong      | Hisayo Mochizuki  | Kikki Benjamin                | Marie Van Ermengem |
| Zakuro Fujiwara   | Junko Noda        | Estelle Renée Roberts         | Marielle Ostrowski |
| Masha             | Junko Noda        | Mini-Mew                      | ?                  |
| Shintaro Momomiya | Katsuyuki Konishi | M. Hanson                     | Mathieu Moreau     |
| Sakura Momomiya   | Takako Honda      | Mme Hanson                    | ?                  |
| Masaya Aoyama     | Megumi Ogata      | Mark                          | Philippe Allard    |
| Ao no kishi       | Megumi Ogata      | Chevalier Bleu                | Philippe Allard    |
| Miwa Honjo        | Tomoko Kaneda     | Mimi                          | ?                  |
| Moe Yanagida      | Akiko Nakagawa    | Charlotte                     | Esther Aflalo      |
| Ryō Shirogane     | Koichi Tochika    | Elliot Grant                  | Christophe Hespel  |
| Keiichiro Akasaka | Hikaru Midorikawa | Wesley J. Coolridge III       | Frederik Haùgness  |
| Kisshu            | Daisuke Sakaguchi | Dren                          | Emmanuel Dekoninck |
| Taruto            | Kiyomi Asai       | Tarb                          | Sébastien Hébrant  |
| Pai               | Nobutoshi Kanna   | Sardon                        | Mathieu Moreau     |
| Deep Blue         | Megumi Ogata      | Seigneur Bleu                 | Romain Barbieux    |
| Ringo Akai        | Taeko Kawata      | -                             | -                  |